# Aenictus schneirlai
Aenictus schneirlai é uma espécie de formiga do gênero Aenictus.